# Honda HSC
El Honda HSC o Honda Sports Concept es una Concept Car de un Automóvil deportivo que se dio a conocer inicialmente en el Salón del Automóvil de Tokio en 2003. La mayoría de las medios de automoción inmediatamente especularon que fue diseñado de reemplazo para el Honda NSX, aunque esto nunca fue confirmado por Honda. También fue calificado como un Acura. 
El HSC se presentó como un vehículo de peso ligero, montando un motor en posición central de aluminio de 3,500cc i-VTEC V6 con una transmisión de 6 velocidades controlada ya sea por levas en el volante estilo F1 o una palanca de cambios de línea única (como los coches automáticos en la consola central). Cuando cambia a marcha atrás, la pantalla del sistema de navegación de la consola central se conecta a una cámara montada detrás como referencia de aparcamiento. El interior se completa con abundantes inserciones decorativas de cuero y aluminio, un marco de aluminio con fibra de carbono en los paneles de la carrocería y puertas de estilo tijera afirman su condición de coche deportivo. 
El desarrollo de este coche para un futuro coche deportivo de producción aparecería durante dos años en forma de diversos rumores. Debido a la crisis financiera mundial (2007-), se decidió que debido a la caída de la economía y con el desarrollo del próximo NSX se cancelará al final. En julio de 2005 se anunció por el CEO de Honda Takeo Fukui que el HSC era solo un Concept Car de prueba para un coche deportivo puro.
Al igual que otros vehículos concept de Honda como el Honda Dualnote, el HSC estaba incluido en el Gran Turismo 4, Gran Turismo PSP y Gran Turismo 5.

## Galería

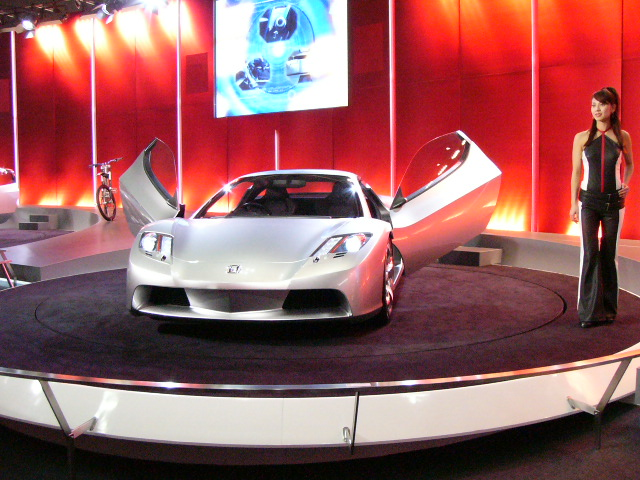
Vista de frente
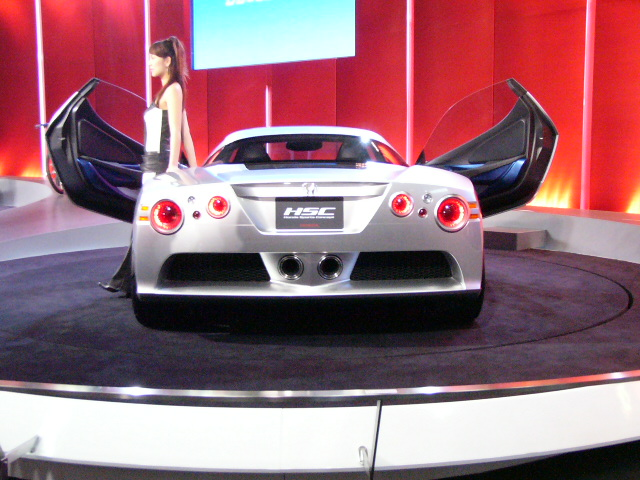
Vista posterior
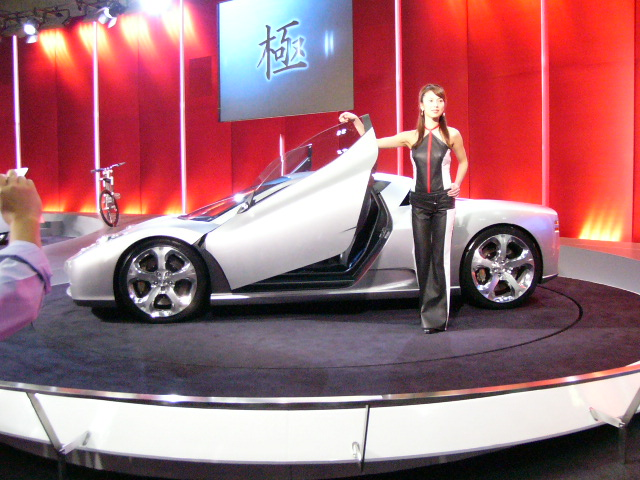
Vista lateral